# Garry Pankhurst
Pour les articles homonymes, voir Pankhurst.
Garry Pankhurst est un ancien enfant acteur et exportateur australien, connu pour son rôle de Sonny Hammond dans la série télévisée pour la jeunesse australienne Skippy le kangourou, à la fin des années 1960,.
En 1969, il incarne Sonny dans le film dérivé The Intruders (en). Il quitte ensuite la profession d'acteur.
Il s'oriente vers la gestion d'hôtels et de restaurants. Il commence plus tard une carrière dans l'exportation de viande vers la Malaisie y compris de la viande de kangourou, une situation qu'il a appelé « la vengeance de Sonny ».